# Демократический сговор
Демократический сговор (болг. Демократически сговор, досл. Демократическое соглашение) — правоцентристская болгарская политическая партия, существовавшая и находившаяся у власти с 1923 года  до запрещения в 1934 году. 

## Лидеры
- 1923-1926: Александр Цанков
- 1926-1933: Андрей Ляпчев

## Видные члены партии
- Цвятко Бобошевский
- Атанас Буров (1875—1954)
- Григор Василев (1883—1942)
- Славейко Василев (1879—1944)
- Кимон Георгиев (1882—1969)
- Георгий Данаилов (1872—1939)
- Христо Калфов (1883—1945)
- Тодор Кулев (1878—1942)
- Андрей Ляпчев (1866—1933)
- Рашко Маджаров (1874—1943)
- Кынчо Миланов (1871-?)
- Янаки Моллов (1882—1948)
- Владимир Моллов (1873—1935)
- Никола Найденов (1880—1939)
- Иван Русев (1872—1945)
- Петко Стайнов (1890—1972)
- Янко Стоянчов (1881—1927)
- Петр Тодоров (1881—1955)
- Йосиф Фаденхехт (1873—1953)
- Димитр Христов (1871—1944)
- Александр Цанков (1879—1959)